# Micuteru Uešiba
Micuteru Uešiba (植芝 充央, Ueshiba Mitsuteru, * 1981) je synem současného Aikido Došu, kterým je Moriteru Uešiba (Došu neboli „strážce cesty“ znamená, že je hlavou aikido, potažmo organizace aikikai, což je největší organizace aikido, která je rozšířená téměř po celém světě). Očekává, že bude následníkem svého otce jako Došu podle dědičného systému ijemoto (starý japonský systém, který se používá ve školách bojových umění, ikebany – aranžování květin a při čajovém obřadu). Je pravnukem Moriheie Uešiby (1883–1969), zakladatele aikido.
Od dubna 2012 je Micuteru Uešiba sensei Dodžo-čo (vedoucí dódžo) z Aikikai Hombu Dodžo (centrální dódžo v organizaci Aikikai) a jako takový je označován jako Waka-sensei (若先生, "mladý mistr"). Tento termín byl používán na Moriteru Uešibu (* 1951), když ještě žil druhý Došu Kišomaru Uešiba (1921–1999), a na Kišomarua, když byl zakladatel Morihei Uešiba ještě naživu. Více než pouhý titul respektu má odkazovat na nástupce, který převezme vedení po svém otci. Tento titul byl používán i na Kijoči Nakamuru (Morihiro Uešibu, 1910–2000) a Noriaki Inoueho (1902–1944) ještě za života O-senseie (na každého zvlášť), ale ani jeden z nich se nakonec druhým Došu nestal.

## Osobní život
2. března 2008 se Micuteru Uešiba waka-sensei oženil s Keiko Kusano. Dnes spolu mají tři děti. Nejstarší se jmenuje Hiroteru a měl by jednou být waka-senseiem po svém otci a poté došuem.

## V Česku a na Slovensku
- V roce 2014 měl spolu s Asai Katsuaki senseiem a Michelem Quarantou senseiem stáž na Slovensku jako výročí 20 let existence Slovenské asociace aikido.[4]
- V roce 2016 měl spolu s Asai Katsuaki senseiem stáž v České republice při výročí 20 let existence České asociace aikido.
- Na květen 2024 je plánovaný seminář na Slovensku k výročí 30 let Slovenské asociace aikido, na kterém by měl vyučovat Micuteru Uešiba waka-sensei spolu s Asai Katsuaki senseiem.

| Došu                                | Došu            | Došu                                                           |
| ----------------------------------- | --------------- | -------------------------------------------------------------- |
| Předchůdce: 3. došu Moriteru Uešiba | Micuteru Uešiba | Nástupce: Hiroteru Uešiba (budoucí waka-sensei a později došu) |